# Kalisz Pomorski
Kalisz Pomorski (łac. Nova Calisia, niem. Kallies) – miasto w północno-zachodniej Polsce, w województwie zachodniopomorskim, w powiecie drawskim, siedziba gminy miejsko-wiejskiej Kalisz Pomorski. Według danych z 30 czerwca 2009 r. miasto miało 4110 mieszkańców.

## Położenie
Miasto leży w południowej części województwa zachodniopomorskiego w powiecie drawskim nad Drawicą i czterema jeziorami.
W latach 1954–1972 miasto było siedzibą władz gromady Kalisz Pomorski, lecz samo do niej nie należało. W latach 1975–1998 miasto administracyjnie należało do woj. koszalińskiego.
Kalisz Pomorski początkowo leżał w Wielkopolsce, położony był na obszarze osadnictwa wielkopolskiego, zaś władzę nad nim sprawował książę wielkopolski Przemysł I. Następnie został zdobyty przez Brandenburgię, w ramach której stanowił później część Nowej Marchii. Od czasu swojej przynależności do Królestwa Prus Kalisz Pomorski uznawany jest za należący do Pomorza Zachodniego.
Według danych z 1 stycznia 2009 r., powierzchnia miasta wynosi 11,95 km².
Odległości do większych miast:
- Piła – 70 km
- Szczecin – 100 km
- Koszalin – 124 km
- Bydgoszcz – 160 km
- Poznań – 175 km

W 2007 r. zostały zniesione dawne części miasta: Myszyna, Pniewy, Siekiercze, Smugi.

## Historia

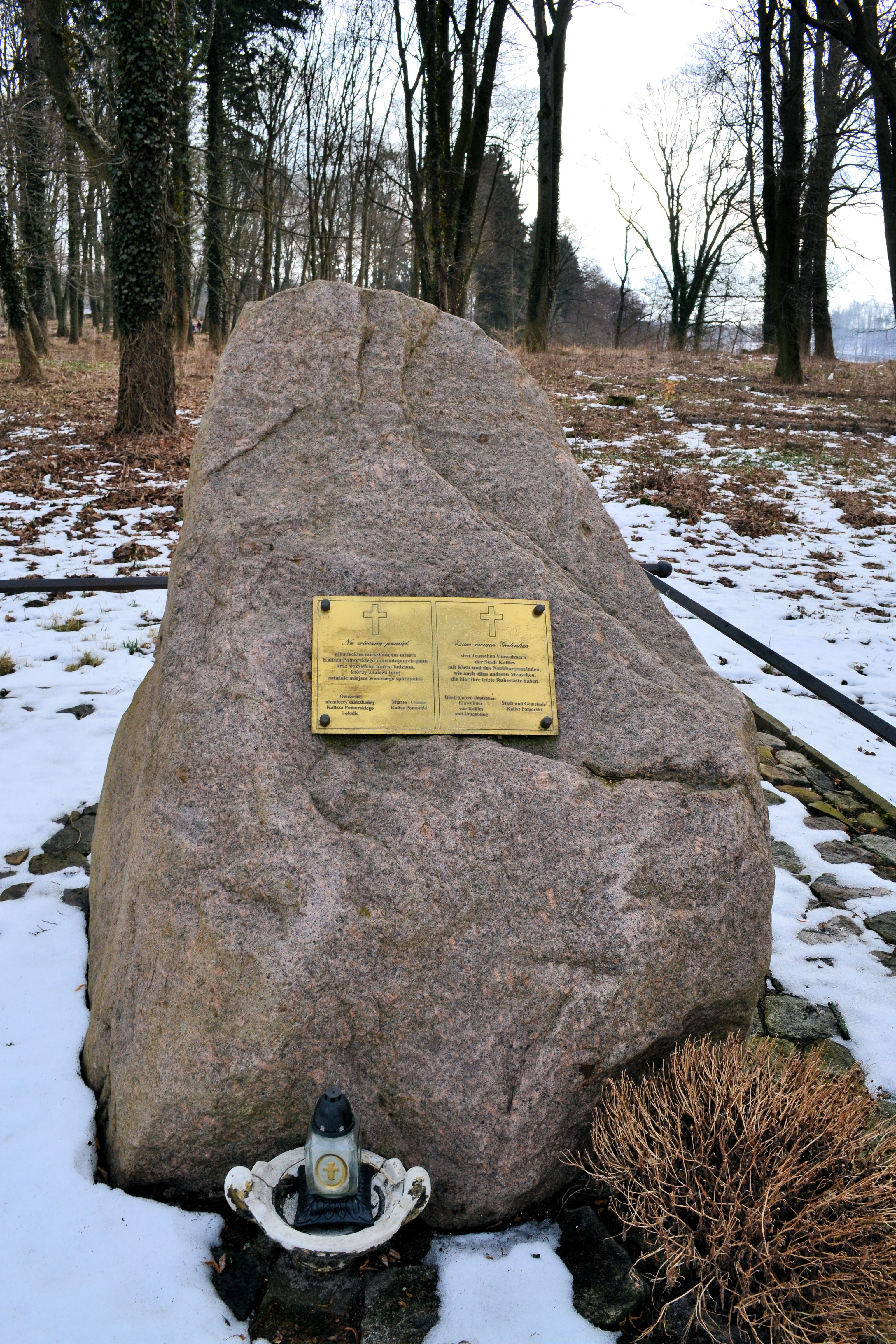
Głaz upamiętniający przedwojennych mieszkańców Kalisza Pomorskiego

Historia osadnictwa nad Drawicą sięga epoki brązu. Prace archeologiczne wykazały, iż już w VIII wieku w okolicach dzisiejszego Kalisza Pomorskiego istniał słowiański gród wraz z osadą rybacko-rolniczą. Wraz z ekspansją państwa polskiego osada znalazła się na rubieżach Wielkopolski. Jej dzisiejsza nazwa ukształtowała się prawdopodobnie w połowie XIII wieku, kiedy książę wielkopolski Przemysł I sprowadził z Kalisza osadników dla wzmocnienia granicy z Brandenburgią.
W 1296 r. gród przeszedł jednak pod władzę margrabiów brandenburskich, którzy 14 września 1303 r. dokonali lokacji miasta na prawie magdeburskim – z rąk margrabiów Ottona, Jana, Waldemara i Konrada. Wkrótce miejscowość oddano w lenno rycerskiej rodzinie von Wedel, a od roku 1378 staje się ona na pięć wieków (do roku 1734) prywatnym miastem rodu von Güntersberg. Zajmujące siedem ha miasto zostało otoczone owalnym pierścieniem murów miejskich z dwiema bramami – Kamienną i Recką.
Wojny nie omijały Kalisza Pomorskiego. W wyniku walk między Brandenburgią, Zakonem Krzyżackim i Polską, miasto było wielokrotnie niszczone. Od 1373 we władaniu Korony Czeskiej, której władcy z czasem usiłowali sprzedać region jako peryferyjny. W 1402 zawarto w Krakowie porozumienie w sprawie sprzedaży miasta i regionu Polsce, jednakże sprzedano je ostatecznie Krzyżakom, do których należało do 1455, kiedy znalazło się w granicach Brandenburgii. W czasie wojny polsko-krzyżackiej w latach 1433–1435 miasto znajdowało się w rękach polskich.
Wobec wzrostu znaczenia szlaku Myślibórz – Tczew, od XV wieku w mieście nastąpił istotny rozwój handlu i rzemiosła, w tym dynamiczny rozwój sukiennictwa.
W XVI wieku ogromną popularność zdobył w mieście protestantyzm, co ostatecznie przesądziło o niemieckim obliczu kulturowym miasta.
Od 1701 r., wraz z całą Brandenburgią, Kalisz Pomorski wszedł w skład Królestwa Prus. Wielki pożar w 1771 r. przyniósł ogromne straty. Spaleniu uległa większa część miasteczka. Odbudowa miasta ze wsparciem państwowym (Fryderyk Wielki przeznaczył na ten cel 80 tys. talarów) i uregulowanie sieci ulic nie pobudziły jednak gospodarki miasta, przeważały małe warsztaty sukiennicze. Sytuację tę zmienił ogólny rozwój gospodarczy Cesarstwa Niemieckiego po 1871 r., w szczególności zaś doprowadzenie do miasta kolei w końcu XIX wieku (otwarcie połączeń: z Wałczem w 1888 r., Stargardem w 1895 r., Choszcznem w 1895 r. i Złocieńcem w 1900 r.). Możliwość ułatwionego transportu towarów znacznie ożywiła miasto. Wzrosło także zainteresowanie miejscowością jako ośrodkiem wypoczynkowym. Przez długie lata, aż do II wojny światowej miasteczko było znanym i cenionym kurortem dla mieszkańców Berlina. Wzrósł poziom życia mieszkańców: wzniesiono szereg budynków użyteczności publicznej, w tym ratusz i szkołę w 1901 r. W 1906 r. zainstalowano oświetlenie gazowe oraz rozpoczęto elektryfikację miasta (w 1917 r.), zakończoną w 1924 r. W 1939 r. Kalisz liczył 3857 mieszkańców.

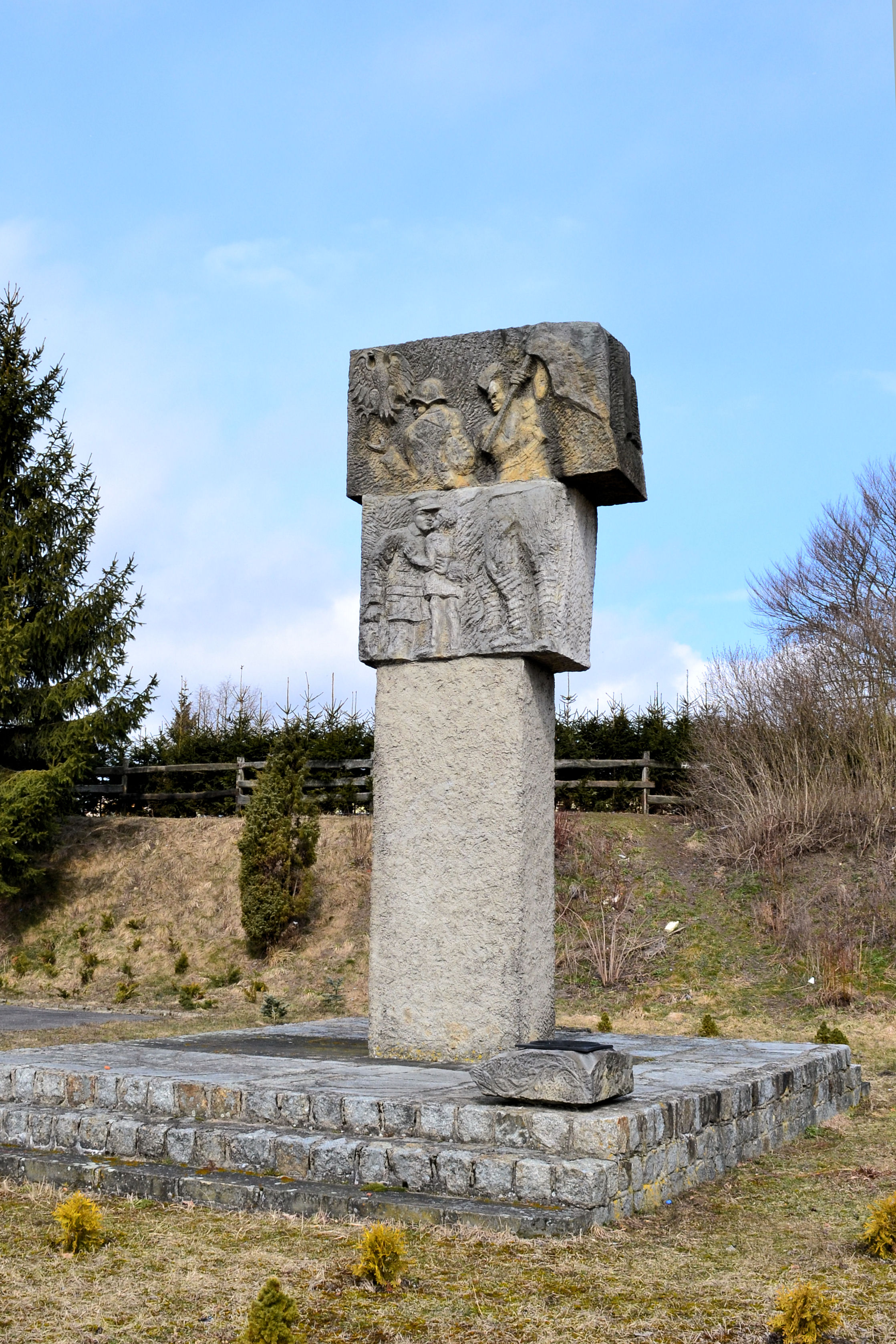
Pomnik z 1985 r. poświęcony „Tym, którzy przywracali polskość tej ziemi”

Podczas II wojny światowej, w 1944, Niemcy utworzyli w Kaliszu filię niemieckiego nazistowskiego obozu koncentracyjnego Ravensbrück.
Rok 1945 tragicznie zapisał się w historii miasteczka. Istnieją sprzeczne informacje co do przyczyn bardzo ciężkich zniszczeń. W gruzach legło całe centrum Kalisza Pomorskiego, w tym niemal 100% zabudowy Rynku, choć żadne źródła (ani rosyjskie, ani niemieckie) nie potwierdzają rozpowszechnianej dotąd w Polsce wersji o ciężkich walkach o zdobycie miasta. Wiadomo jedynie z całą pewnością, iż zajęli je Sowieci z 61 Armii 1 Frontu Białoruskiego. Oficjalnie podaje się datę 12 lutego 1945 r., tymczasem w publikacji „Pommern 1945” Helmuta Lindenblatta, na str. 128 czytamy, że Rosjanie zajęli miasto rankiem 11 lutego (Im Morgengrauen des 11. Februar war Kallies in russischer Hand). Warto jednak zauważyć, że źródła wojskowe Armii Czerwonej podają jako datę zdobycia miasta dzień 13 lutego 1945 r. Biorąc pod uwagę, że miasto zostało zdobyte w godzinach nocnych, to ze względu na różnicę czasową pomiędzy czasem polskim a czasem moskiewskim informacja ta potwierdza zdobycie Kalisza w dniu 12 lutego 1945 r.. Niemniej, trzeba wiedzieć, iż Lindenblatt, podając datę 11 lutego, cytuje wspomnienia rosyjskiego generała D. Malkowa, którego dywizja zdobyła miasto. Rosyjskie oddziały pozostawały w Kaliszu Pomorskim do 1 marca, kiedy ruszyła nowa ofensywa w kierunku Drawska i Kołobrzegu. W gmachu miejscowej szkoły urządzono szpital wojskowy.
W wyniku II wojny światowej Kalisz Pomorski przekazano Polsce. Ludność została wysiedlona i zastąpiona polskimi przesiedleńcami. Początkowo używano nazw tymczasowych Kalisz Nowy lub Kalisz Kraiński. Obowiązującą do dziś nazwę Kalisz Pomorski wprowadzono formalnie rozporządzeniem Ministrów Administracji Publicznej i Ziem Odzyskanych z dnia 12 listopada 1946 roku.

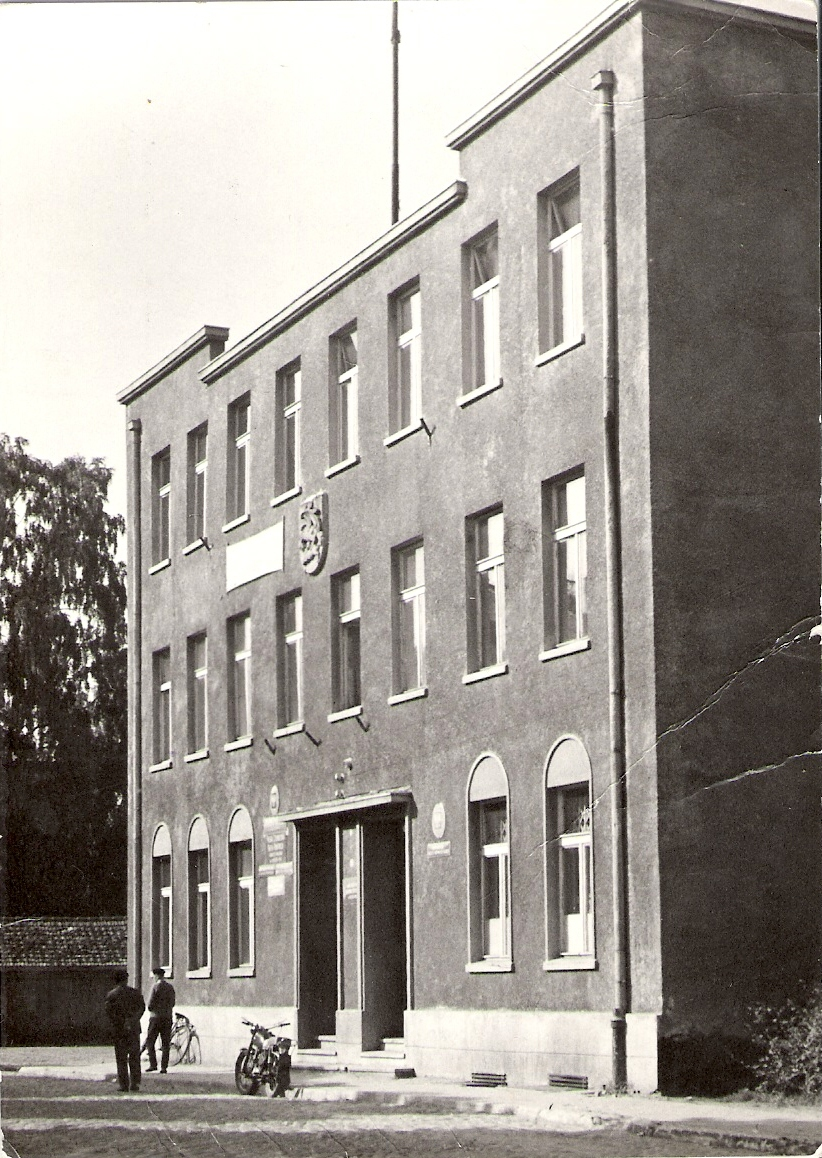
Ratusz w 1968

Ponowną zabudowę spustoszonego miasta rozpoczęto dopiero w latach 60. XX w. Powstał nowy ośrodek zdrowia, podźwignięto z ruin dawny ratusz, postawiono wiele bloków mieszkalnych – do dziś jednak centrum pozostaje praktycznie nieodbudowane. Po 2000 r. zlikwidowano wszystkie połączenia kolejowe miasta, przywracając jedynie część połączeń pasażerskich w 2006 r. W ostatnich latach wybudowano motel oraz podjęto renowację pozostałych obiektów zabytkowych, m.in. pałacu Güntersbergów, wybudowanego na fundamentach dworu obronnego Wedlów.
Do wydarzeń z historii miasta można zaliczyć m.in. założenie na wzgórzu na północy miasta (Russenberg) rosyjskiego obozu wojskowego w 1758 r. w czasie trwania wojny siedmioletniej. Stąd do dziś funkcjonuje nazwa potoczna Russland (Ruszland).
W 1806 r. przez Kalisz Pomorski przejeżdżał król Fryderyk Wilhelm III, wraz ze swym dworem. Wtedy bowiem po klęsce z armią Napoleona w bitwach pod Jeną i Auerstedt uciekał tamtędy do Królewca.
W 2001 r. do miasta przyłączono obszar o łącznej powierzchni 39,18 ha.
Kalendarium
- 1303 – miastu nadano prawa miejskie
- 1373 – we władaniu Korony Czeskiej
- 1402 – zawarcie układu w sprawie sprzedaży miasta Polsce, po którym jednakże sprzedano miasto zakonowi krzyżackiemu
- 1409 – Heinrich von Güntersburg uzyskał prawa lenne do miasta Kalisz. Prawa te otrzymał od mistrza zakonu krzyżackiego Ulricha von Jungingen
- 1433 – zajęcie miasta przez Polaków w czasie wojny polsko-krzyżackiej
- 1435 – polska załoga opuszcza miasto po pokoju w Brześciu Kujawskim
- 1454 – Kalisz po okresie przynależności do Zakonu Krzyżackiego wrócił pod władanie Brandenburgii
- 1532 – pierwszy wielki pożar miasta
- 1577 – trzeci wielki pożar miasta (data drugiego nie jest znana)
- 1623 – wielka epidemia zdziesiątkowała mieszkańców miasta
- 1649 – uruchomiono pocztę na trasie Berlin – Królewiec
- 1683 – czwarty wyniszczający pożar miasta
- 1688 – otwarcie pierwszej w Kaliszu szkoły
- 1750 – miasto Kalisz posiadało 1016 stałych obywateli
- 1771 – 17 maja – olbrzymi pożar strawił całe miasto
- 1777 – zakończono odbudowę miasta, którą sfinansował z prywatnej szkatuły (80 tys. talarów) król Prus Fryderyk II Wielki; pamiątką po tym jest zachowany do dzisiaj na wieży kościoła dzwon z dziękczynną inskrypcją
- 1783 – działalność rozpoczęła pierwsza apteka w mieście
- 1815 – Kalisz został przyłączony do prowincji Pomorze (Provinz Pommern)
- 1816 – w Kaliszu mieszkało już 2182 mieszkańców, w tym 92 Żydów
- 1856 – została wybudowana droga do Drawska Pomorskiego, która miała usprawnić komunikację pomiędzy tymi ośrodkami oraz wybudowano drogę do Drawna (Neuwedell)
- 1881 – w mieście wydano pierwszy numer lokalnej gazety
- 1888 – otwarto linię kolejową Kalisz – Wałcz – Piła, która miała ogromny wpływ na rozwój miasta
- 1895 – uroczyście otwarto kolejne linie na trasach Kalisz – Ulikowo i Kalisz – Choszczno
- 1898 – budowa magistratu w mieście, otwarto szosę do Mirosławca (Märkisch Friedland)
- 1899 – przy ul. Dworcowej oddano do użytku duży magazyn zbożowy
- 1900 – otwarto kolejną linię kolejową na trasie Kalisz – Złocieniec
- 1901 – otwarto (15 lipca) nowy gmach szkoły (dzisiejszy Zespół Szkół Ponadgimnazjalnych im. Pamięci Ofiar Terroryzmu 11 września 2001 roku)
- 1905 – w Kaliszu działalność rozpoczęła fabryka cementu Abraham Zement-Fabrik
- 1908 – produkcję rozpoczęła Fabryka Butów Skórzanych i Drewnianych Jahnkego
- 1910 – miasto zamieszkiwało 3343 mieszkańców
- 1912 – działalność rozpoczęła fabryka beczek drewnianych – późniejszy „Prefabet”
- 1924 – zakończono elektryfikację miasta, do którego prąd popłynął z działającej do dziś elektrowni wodnej na rzece Drawie w Alt Springe (Stary Potok, obecnie Borowo)
- 1927 – zlikwidowano ostatnią fabrykę sukienniczą
- 1933 – w Kaliszu zamieszkiwało 3837 ludzi
- 1935 – nastąpiła rozbudowa i przebudowa ratusza miejskiego
- 1945 – zniszczono zabudowę centrum Kallies. Pod nazwą Kalisz Nowy miasto zostało włączone do Polski, nastąpiła całkowita wymiana jego ludności
- 1946 – luty – w pobliżu miasta utworzono Poligon Drawski, który zajął połowę gminy Kalisz Pomorski, w tym bardzo żyzne i dotąd dobrze zagospodarowane tereny uprawne nad Drawą
- 1963 – wybudowano zakłady „Żelazgazbet”
- 1967 – wybudowano nowy ośrodek zdrowia w mieście
- 1967–1972 – powstały nowe obiekty Gminnej Spółdzielni „Samopomoc Chłopska”: piekarnia, biurowiec, restauracja, masarnia, rozlewnia piwa
- 1972–1974 – nastąpiła rozbudowa Kalisza Pomorskiego. W wyniku rozwoju przemysłu zabrakło mieszkań dla nowo przybyłych pracowników; powstało kaliskie Osiedle „Świt”
- 1973 – oddano do użytku bank spółdzielczy
- 1974 – 1 września – w nowym gmachu otwarto szkołę podstawową przy ul. Błonie Kaszubskie
- 1976 – powstał Ośrodek Sportu i Rekreacji, który pozyskał środki na odnowę przedwojennego stadionu miejskiego

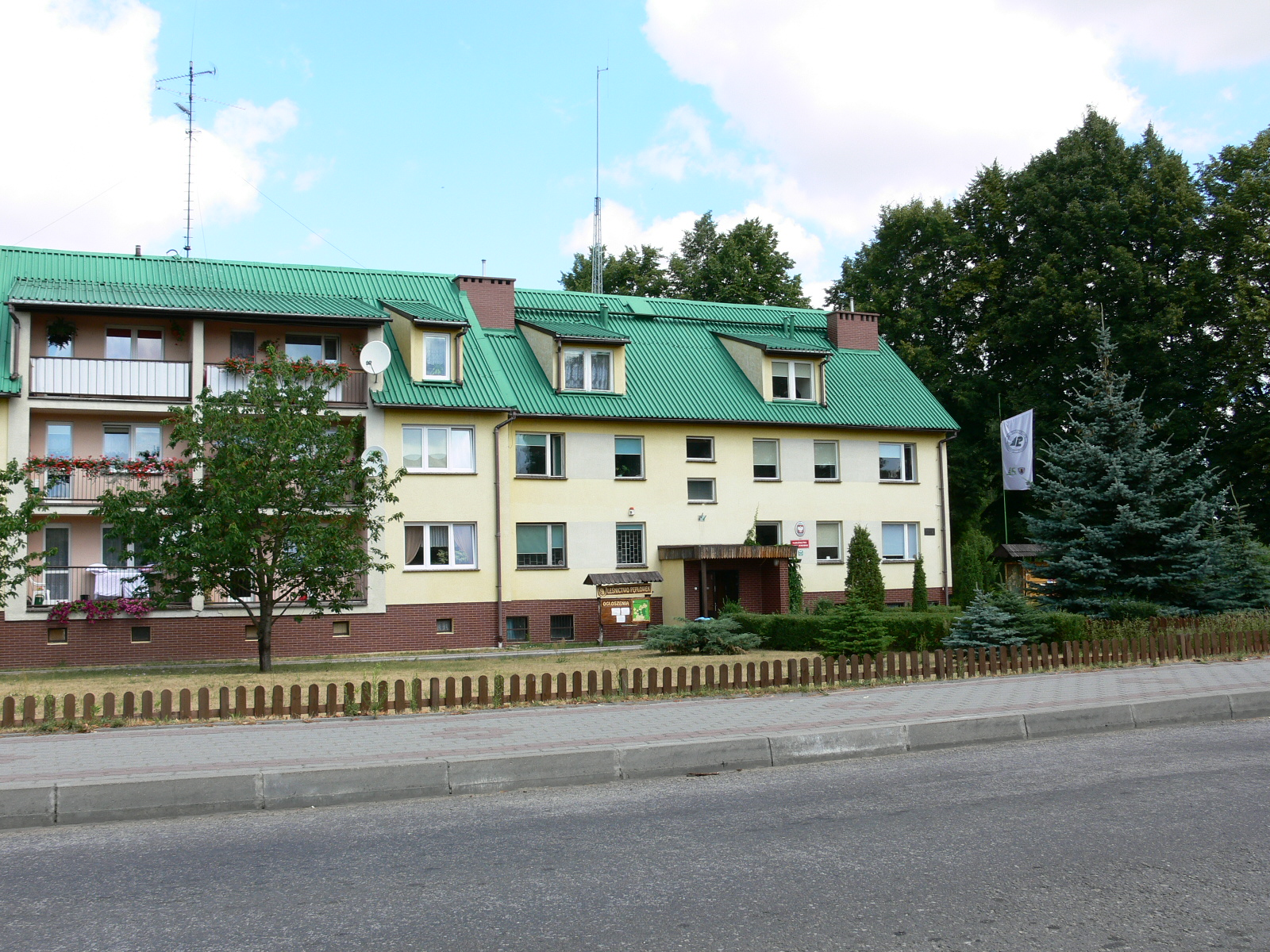
Nadleśnictwo Kalisz Pomorski

- 1976–1978 – powstały kolejne osiedla – osiedle Kombinatu PGR przy ul. Dworcowej
- 1980 – oddano do użytku dworzec kolejowy po długich staraniach o jego wybudowanie przez ówczesnego zawiadowcę stacji; przypominający barak obiekt stał w miejscu dawnego, okazałego dworca, który zaraz po wojnie rozebrano w niejasnych do dziś okolicznościach
- 1984 – kaliski dworzec PKS-u przyjął pierwszych pasażerów
- 1985 – styczeń – Nadleśnictwo Kalisz Pomorski przeniosło się do nowej siedziby
- 1988 – wybudowano nowe osiedle przy ul. Brzozowej
- 1993 – rozbudowano kanalizację oraz wybudowano nową oczyszczalnię ścieków
- 1995 – nastąpiła gazyfikacja miasta

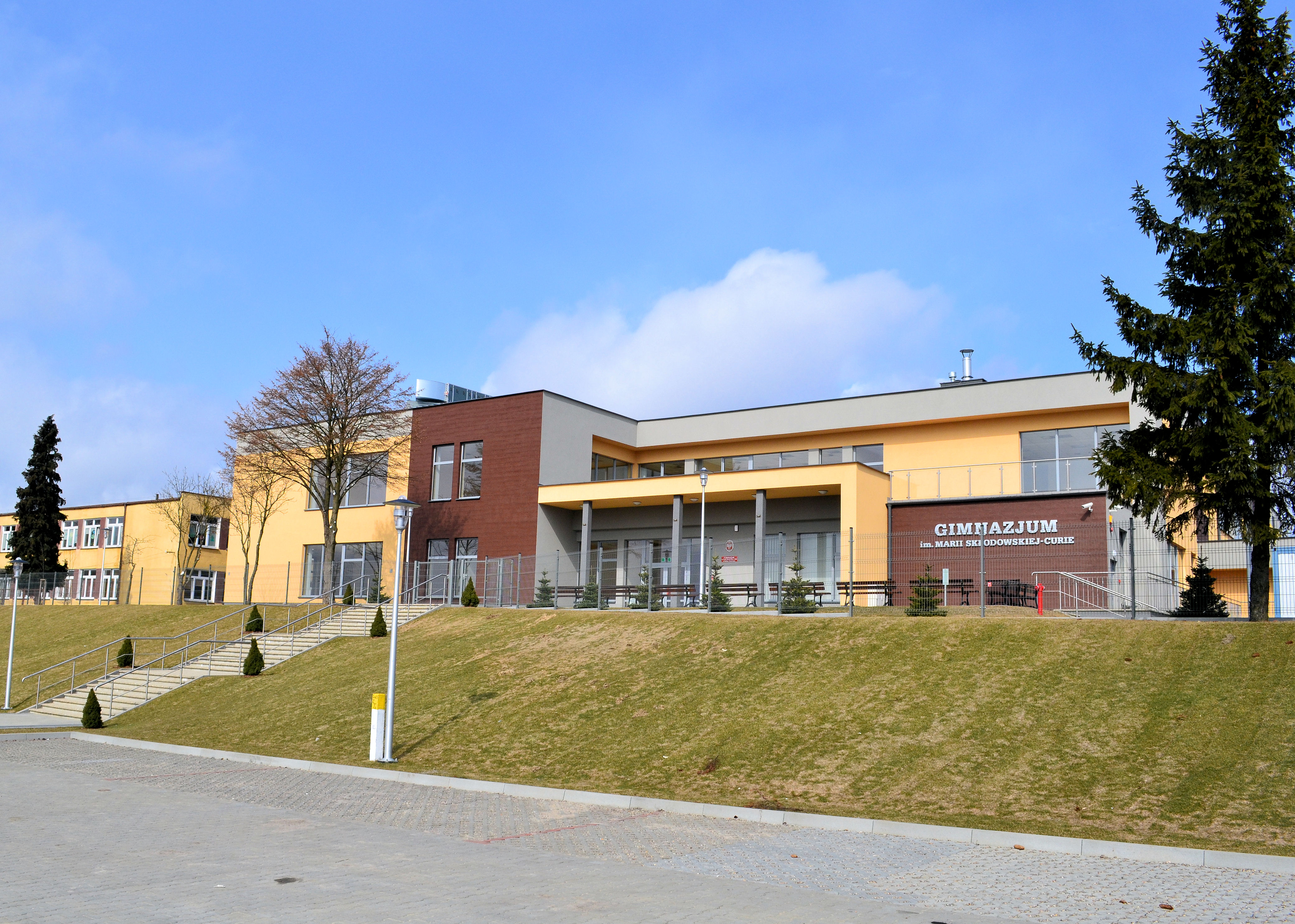
Gimnazjum im. Marii Skłodowskiej-Curie

- 1997 – powstało nowoczesne zaplecze sportowe na obiekcie stadionu miejskiego
- 2002 – wyremontowano elewację ratusza miejskiego
- 2003 – uroczyste obchody 700-lecia miasta Kalisz Pomorski
- 2004 – powstała nowoczesna hala sportowo-widowiskowa
- 2005 – uruchomiono Gminne Centrum Reagowania, nastąpiła modernizacja oświetlenia w mieście, rozbudowa oczyszczalni i budowa nowej kanalizacji, wybudowano kolejne bloki wielorodzinne
- 2007 – do terytorium miasta włączono trzy osady: Pniewy, Siekiercze[17]. Przed 1945 r. należały już one do miasta jako tzw. Abbau Kallies
- 2014 – oddano do użytku odrestaurowany Pałac w kształcie zbliżonym do tego, jaki po wielkim pożarze miasta (1771) powstał dzięki staraniom ówczesnego właściciela Wilhelma von Reck (męża córki Ewalda Fryderyka von Güntersberg – Apolonii Jadwigi) oraz jego zięcia Ludwika de Beausobre.

## Demografia

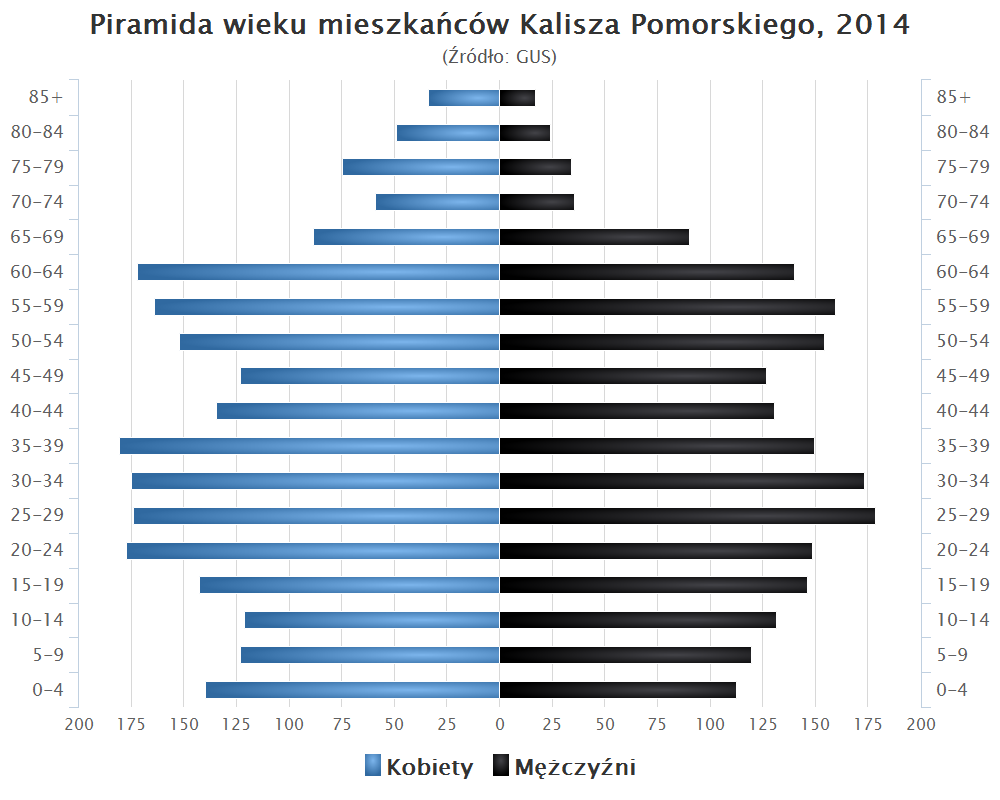
Piramida wieku mieszkańców Kalisza Pomorskiego w 2014 roku

## Zabytki

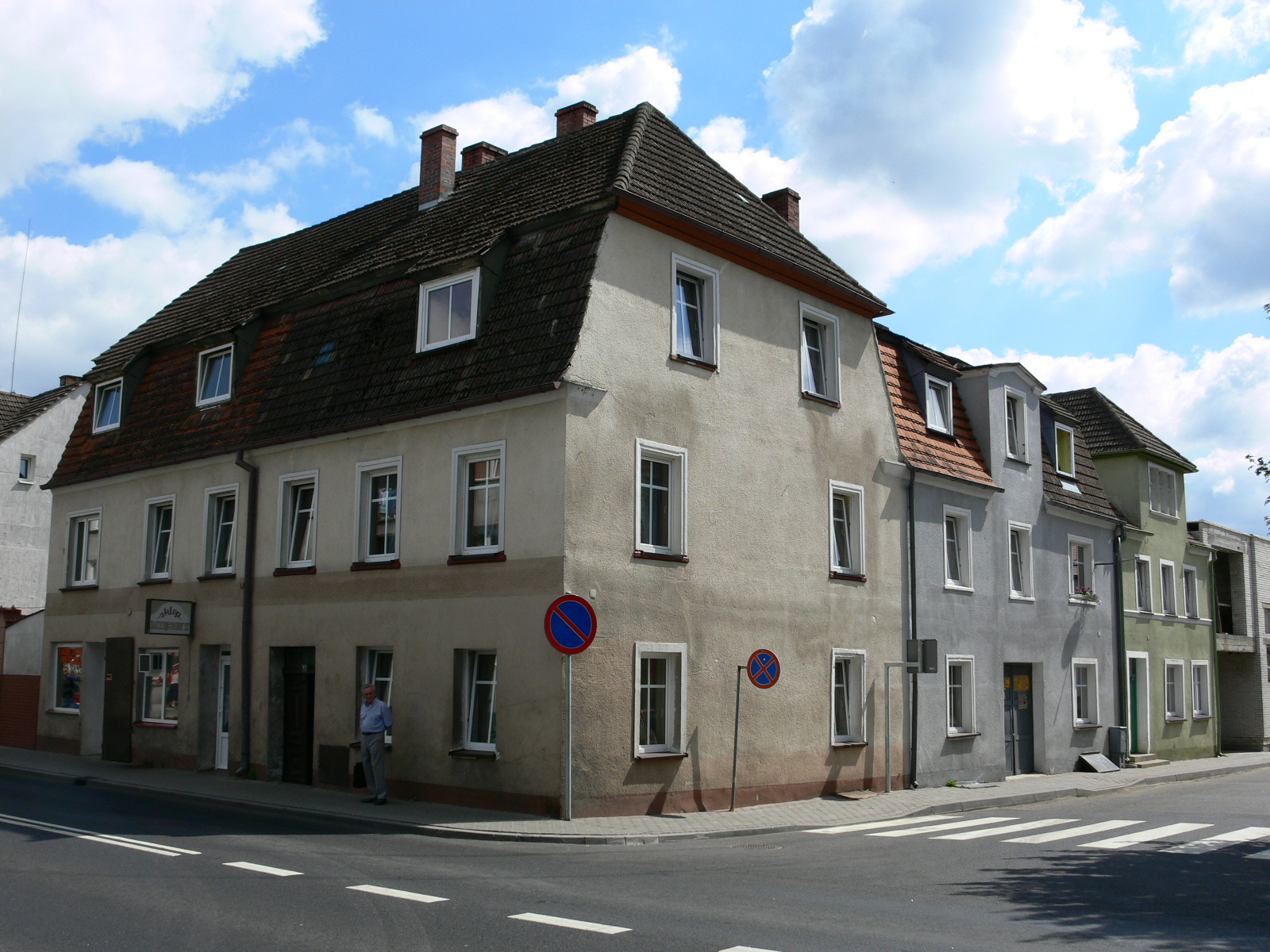
Kamieniczki

W mieście ze względu na zniszczenia ostatniej wojny nie zachowało się wiele obiektów zabytkowych. Jednak godne uwagi są zabytki chronione prawem. Do wojewódzkiego rejestru zabytków wpisane są:
- układ urbanistyczny. Cenny, późnośredniowieczny układ przestrzenny miasta na planie owalnicy o prostopadłej sieci ulic, położonej między trzema jeziorami, został częściowo zatarty wskutek zniszczeń w 1945 r., a następnie zdewastowany budową bloków mieszkalnych w północno-zachodniej części Starego Miasta. Obecnie jest on już czytelny jedynie z powietrza;
- kościół ewangelicki, obecnie pw. Matki Bożej Królowej Polski z drugiej połowy XVIII wieku. Kościół parafialny, rzymskokatolicki należący do dekanatu Mirosławiec, diecezji koszalińsko-kołobrzeskiej, metropolii szczecińsko-kamieńskiej. Kościół wzniesiony został w latach 1771–1781. Poprzedni, okazały kościół gotycki z XIV wieku został rozebrany ze względu na zniszczenia powstałe w czasie pożaru. Obecna świątynia zbudowana jest w stylu klasycystycznym na planie krzyża greckiego. Posiada jednoprzestrzenne wnętrze przykryte płaskim stropem. Wewnątrz zachowały się empory oraz unikalny ołtarz ambonowy od strony zakrystii (wschodniej), bo świątynia jest orientowana. Trójkondygnacyjna, przykryta namiotowym dachem wieża usytuowana jest od strony zachodniej. Pierwotnie to pod nią prowadziło wejście główne. Obecnie wchodzi się przez wybudowaną współcześnie kruchtę od strony południowej. Po roku 1945 zamurowano wejście boczne od strony północnej i ustawiono tam dzisiejszy ołtarz, zmieniając układ świątyni z poprzecznego (na osi zachód-wschód) na podłużny (na osi południe-północ). Utrzymane w białym kolorze ściany świątyni ozdobione zostały pilastrami, a otwory okienne obramione zostały półkoliście zamkniętymi opaskami z wydatnymi zwornikami. Kościół wzorowany był na projekcie kościoła garnizonowego w Poczdamie. Charakterystyczny wygląd świątyni czyni ją niepodobną do żadnego innego kościoła na Pomorzu. Remontowany w XIX w. oraz w latach 1968 i 1977.
- zespół pałacowy, w skład którego wchodzą:
  - Pałac z XVIII w. oraz XIX / XX wieku. Pierwotnie był to dwór w formie rycerskiej wieży mieszkalnej zbudowanej przez rodzinę Wedlów w 1. poł. XIV wieku. Następnie przekształcony w warowny zamek przez władającą miastem w latach 1378–1732 rodzinę Güntersbergów. W 1409 r. został spalony i po odbudowie przed 1450 r. powiększony zapewne przez Henryka von Güntersberga o paralelny budynek (9 × 8  m). Powstał w ten sposób rzut domu: 9 × 20 m i baszty 7 × 7  m, włączonych w obręb majdanu, z bramą i furtą w murze od strony miasta[20][21][22]. Po pożarach w końcu XVI wieku, Güntersbergowie odbudowali zamek jako renesansowy pałac, widniejący na sztychu Meriana z roku 1652. Kolejne przebudowy w XVIII, XIX i XX w. przekształciły go w obiekt o charakterze rezydencjonalnym, uzupełniony o piętrową oficynę. Najstarszą, zachowaną częścią są gotyckie piwnice oraz zewnętrzne mury. Po zniszczeniach w latach powojennych, kilkakrotnie przystępowano do odbudowy gmachu, którą dopiero niedawno ukończono. Teraz zamek otacza odnowiony park z licznymi starymi drzewami i stylową fontanną, a w samym gmachu mieści się Biblioteka Miejska oraz sale reprezentacyjne i wystawowe;
  - park
- plebania z ok. 1800 r., ul. Bolesława Krzywoustego 4. Wewnątrz mieści się epitafium rodziny Wedlów z XVI wieku przeniesione z kościoła w Giżynie (Giesen) i umieszczone tutaj w 1963 r.

inne zabytki:
- cmentarz żydowski (miejsce po nim na początku ul. Drawskiej).
- Pozostałości grodziska wyżynnego wczesnośredniowiecznego[10].

## Przyroda

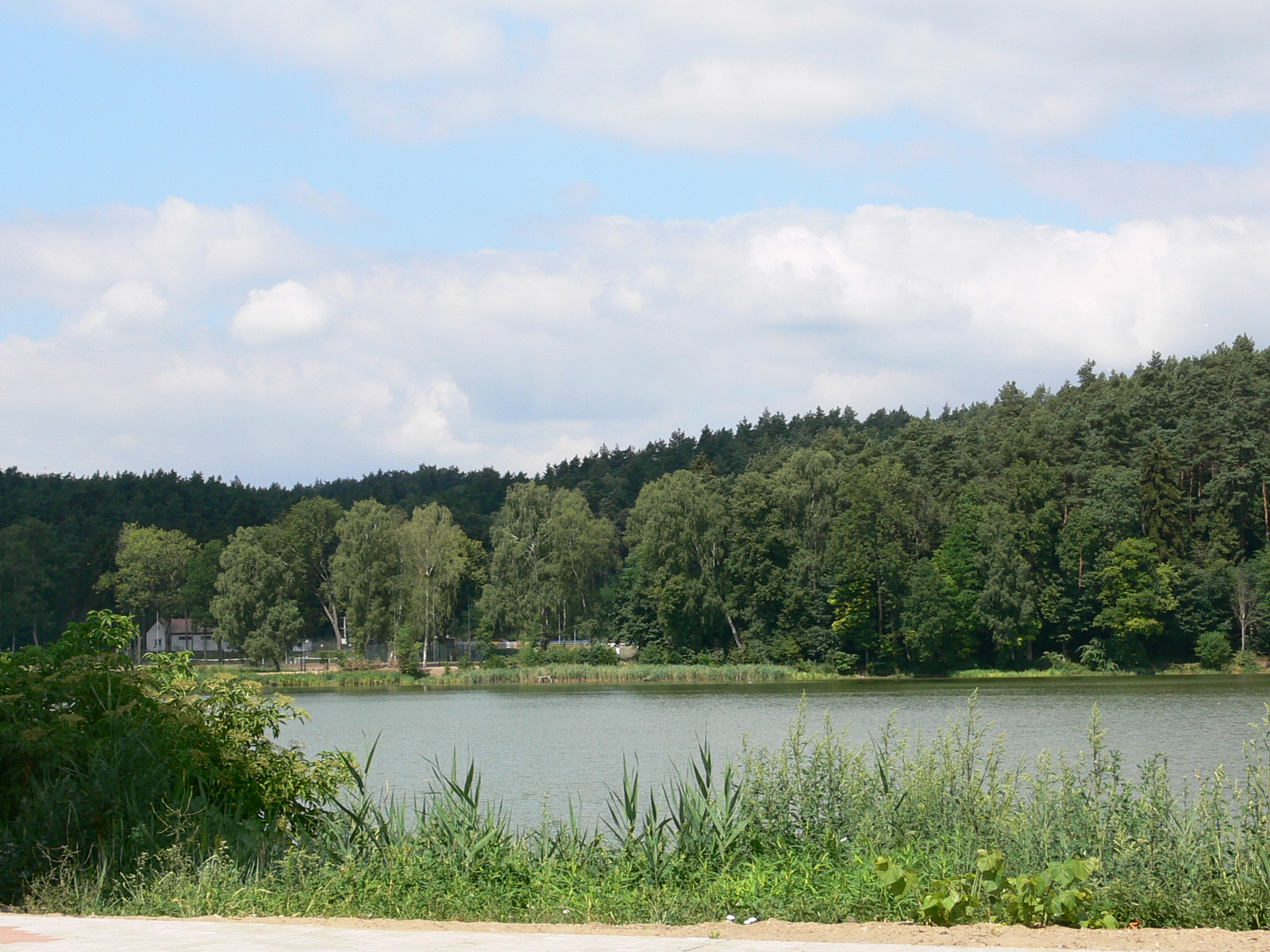
Jezioro Młyńskie w Kaliszu Pomorskim

Brak uciążliwego przemysłu w mieście, czyste lasy oraz czyste jeziora są atutem miasta i gminy. W mieście zlokalizowane są cztery jeziora. Są to:
- Bobrowo Wielkie największe o pow. 24,9 ha
- Bobrowo Małe
- Jezioro Młyńskie
- Jezioro Lasek oraz staw w lesie na końcu ul. Szczecińskiej, zwany do 1945 r. Jeziorkiem Głupców (Dummerschen See), obecnie bez nazwy. W pobliżu miasta znajdują się Drawieński Park Narodowy oraz Drawski Park Krajobrazowy.

## Kultura i oświata
W mieście znajdują się:

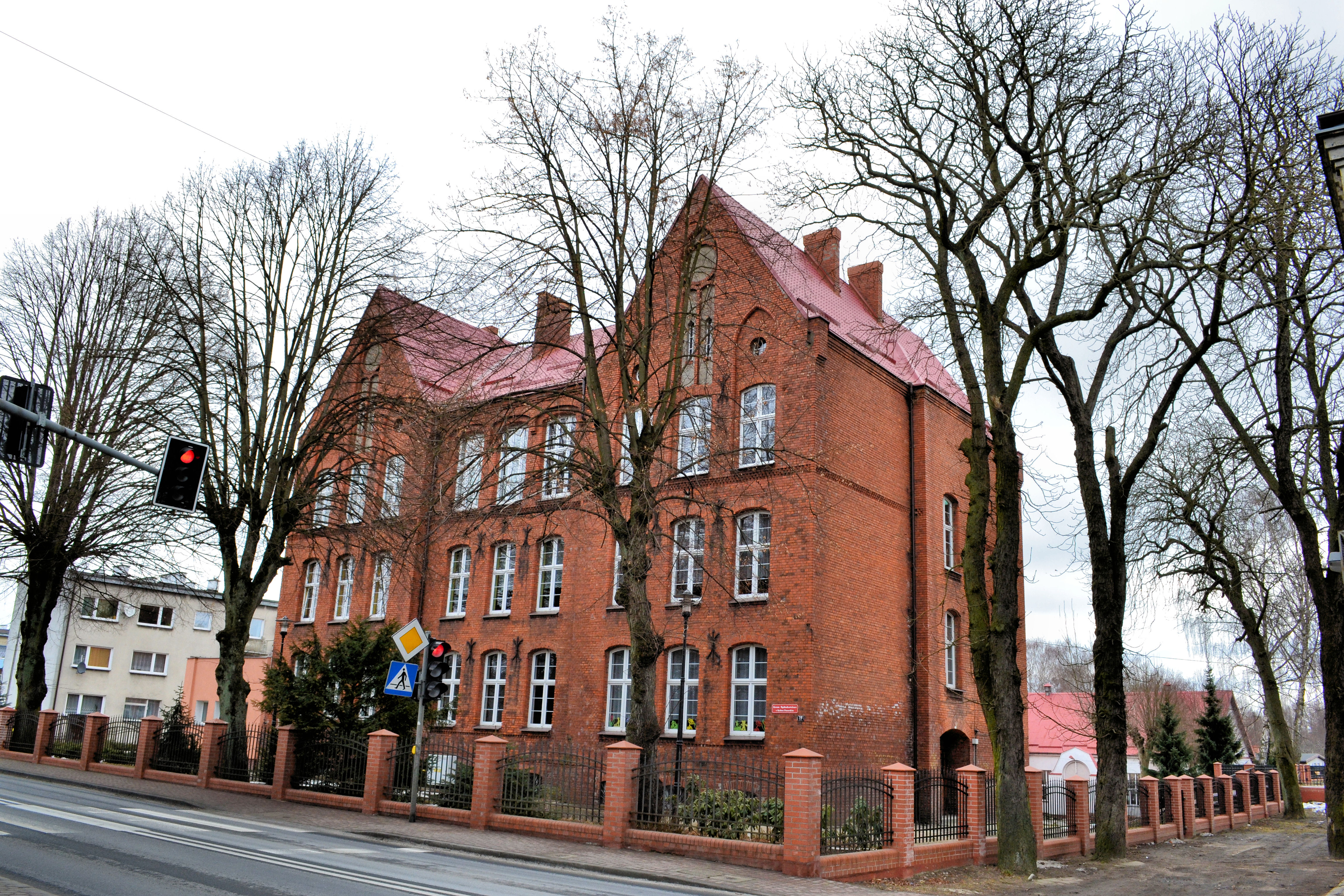
Liceum Ogólnokształcące w Kaliszu Pomorskim im. Pamięci Ofiar Terroryzmu 11 września 2001 roku

- przedszkole miejskie „Bajkolandia”
- Szkoła Podstawowa im. Kornela Makuszyńskiego
- Zespół Szkół Ponadgimnazjalnych im. Pamięci Ofiar Terroryzmu 11 września 2001 roku

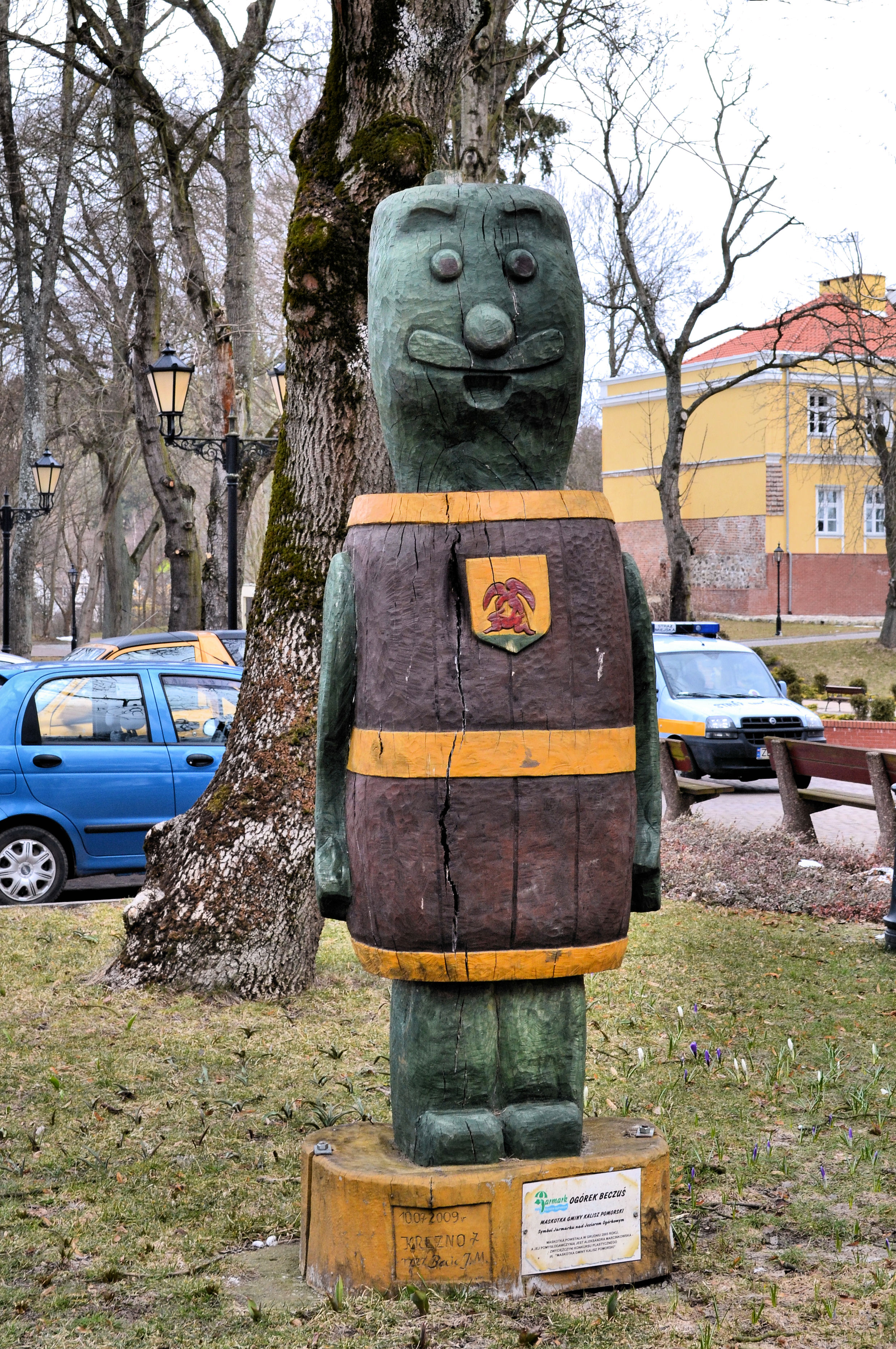
Ogórek „Beczuś” – maskotka Gminy Kalisz Pomorski – symbol Jarmarku nad Jeziorem Ogórkowym

Organizacją kultury i imprez kulturalno-rozrywkowych w Kaliszu Pomorskim zajmuje się Miejsko-Gminny Ośrodek Kultury. W jego strukturach działa Kaliski Ośrodek Kultury oraz Biblioteka Publiczna w Kaliszu Pomorskim. MGOK w Kaliszu Pomorskim pod swoją opieką ma też świetlice wiejskie w miejscowościach Bralin, Biały Zdrój, Poźrzadło Wielkie, Pomierzyn, Sienica, Stara Studnica, Dębsko, Cybowo, Suchowo, Stara Korytnica, Giżyno, Pepłówek, Prostynia. Ośrodek kultury posiada: koła plastyczne, teatralne, taneczne, wokalno-instrumentalne, dziennikarskie. Biblioteka oferuje odczyty, gry oraz nieodpłatne korzystanie z internetu. „Galeria Za Filarami” prezentuje prace dzieci i młodzieży, oraz twórców i artystów. W Kaliszu tworzą fotograficy, rzeźbiarze, malarze. Dział tutaj również zespół „Quadrat”. W mieście organizowanych jest wiele imprez, konkursów, organizowany jest konkurs plastyczny „Barwy Lasu”.
Imprezy kulturalne
W mieście organizowanych jest kilkanaście imprez cyklicznych. Są to:
- Wielka Orkiestra Świątecznej Pomocy
- Dzień Kobiet
- Regionalny Festiwal Piosenki Przyrodniczej
- Alternatywne Majowe Spotkania Młodzieżowe
- Gminny Przegląd Teatrzyków
- Powiatowe Prezentacje Kulturalne
- Jarmark nad Jeziorem Ogórkowym
- Kaliskie Rockowisko
- Dożynki
- Spotkania kabaretowe
- Jesienny wieczór z poezją
- Mikołajki

## Turystyka

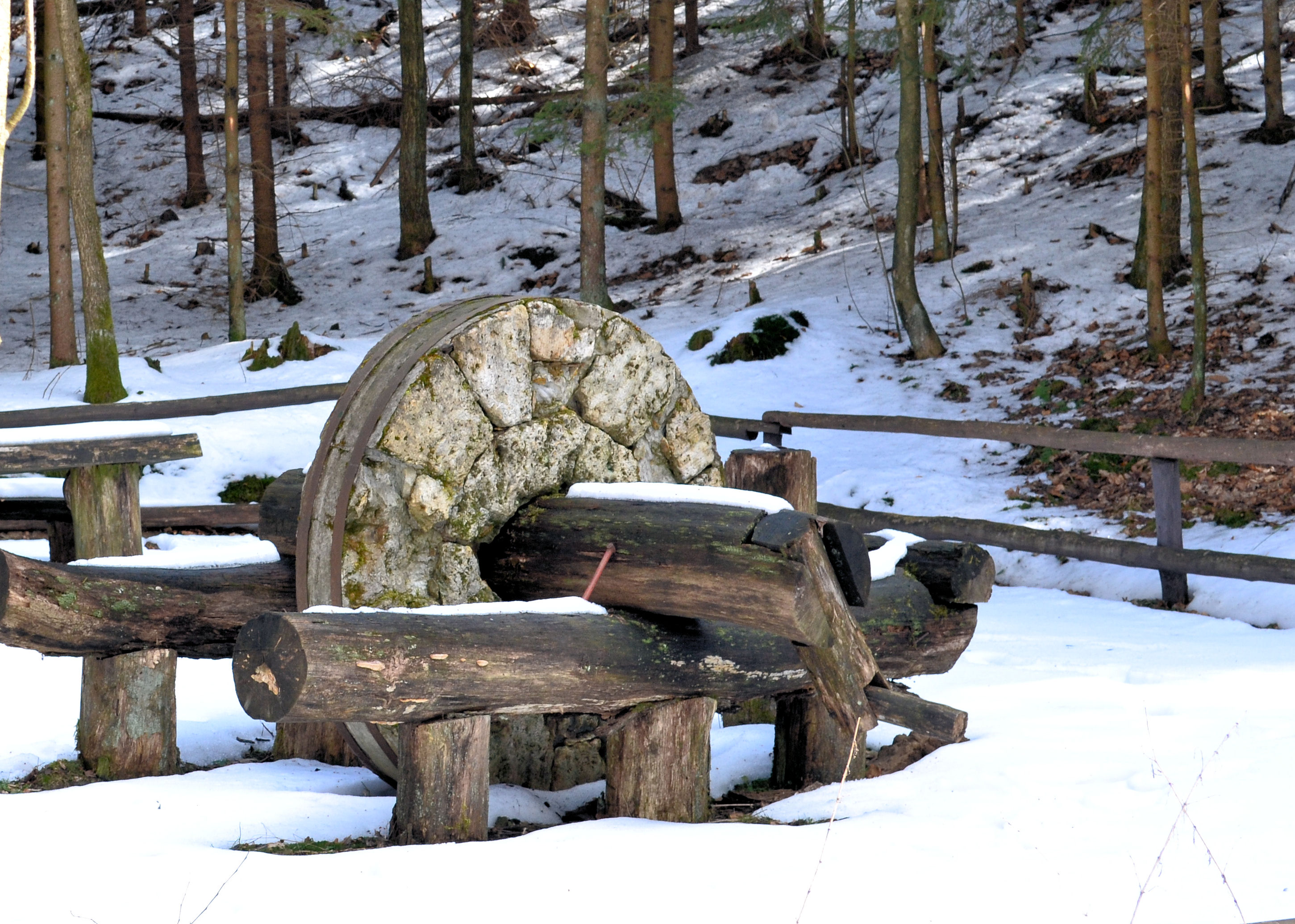
Kamień szlifierski

W mieście istnieje plaża miejska nad jeziorem Bobrowo Wielkie. Plaża jest strzeżona z ratownikiem. Oprócz tego atrakcjami turystycznymi są wspomniane wyżej zabytki. Kalisz Pomorski prowadzi Informację Turystyczną mającą na celu obsługę ruchu turystycznego w mieście i gminie. Na tym terenie istnieje szlak pieszo – rowerowy o długości 50 km prowadzący przez miejscowości gminy Kalisz Pomorski.
Istnieją tutaj motele, pensjonaty, pola namiotowe oraz wynajmowane są pokoje gościnne. Informacje o noclegach posiada punkt informacji turystycznej.
Do najbardziej promowanych przez miasto produktów turystycznych należy Jarmark nad Jeziorem Ogórkowym oraz Kamień Szlifierski (53°18′18,7″N 15°53′34,7″E/53,305194 15,892972). Pierwsze informacje o istnieniu Kamienia Szlifierskiego pochodzą sprzed wielu wieków. Wiążą się też z nim miejscowe legendy. Kamień miał służyć do szlifowania języków kłamcom i gburom. Tradycje te były kultywowane (w formie zabawy ludowej) do II wojny światowej, po której kamień zaginął. Odnaleziony przypadkowo w 2003, został odrestaurowany i ustawiony przy ścieżce przyrodniczej rozpoczynającej się koło stadionu miejskiego.

## Gospodarka

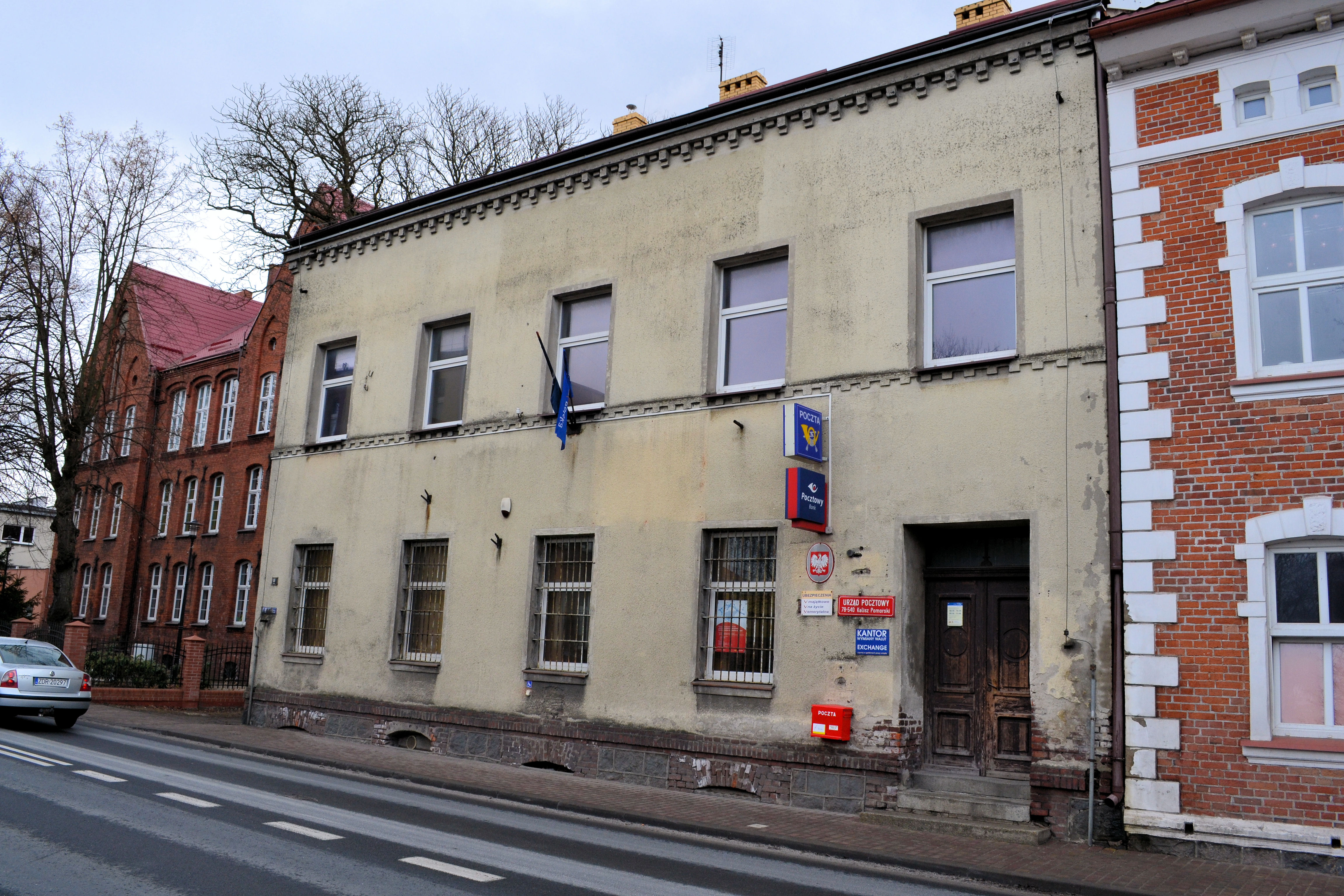
Poczta

Kalisz Pomorski jest lokalnym ośrodkiem usługowym, handlowym, oraz przemysłowym. W mieście istnieje wytwórnia styropianu „Styropol”, piekarnia, Zakład Przemysłu Drzewnego Koszalińskiego Przedsiębiorstwa Przemysłu Drzewnego, przedsiębiorstwo „Hydro Lift”, Przedsiębiorstwo Gospodarki Komunalnej i Mieszkaniowej (zakład budżetowy Miasta Kalisz Pomorski), kilkanaście hurtowni, sklepy wielobranżowe, spożywcze, odzieżowe, składy, przedsiębiorstwa budowlane, warsztaty, serwisy samochodowe. Z pomyślnością rozwija się też branża meblarska dzięki przedsiębiorstwu „Aura Meble”, produkującemu meble tapicerowane. W mieście istnieje posterunek policji, ośrodek zdrowia, poczta polska, motele, bary, restauracje, firmy usługowo-handlowe, stacja benzynowa.

## Transport

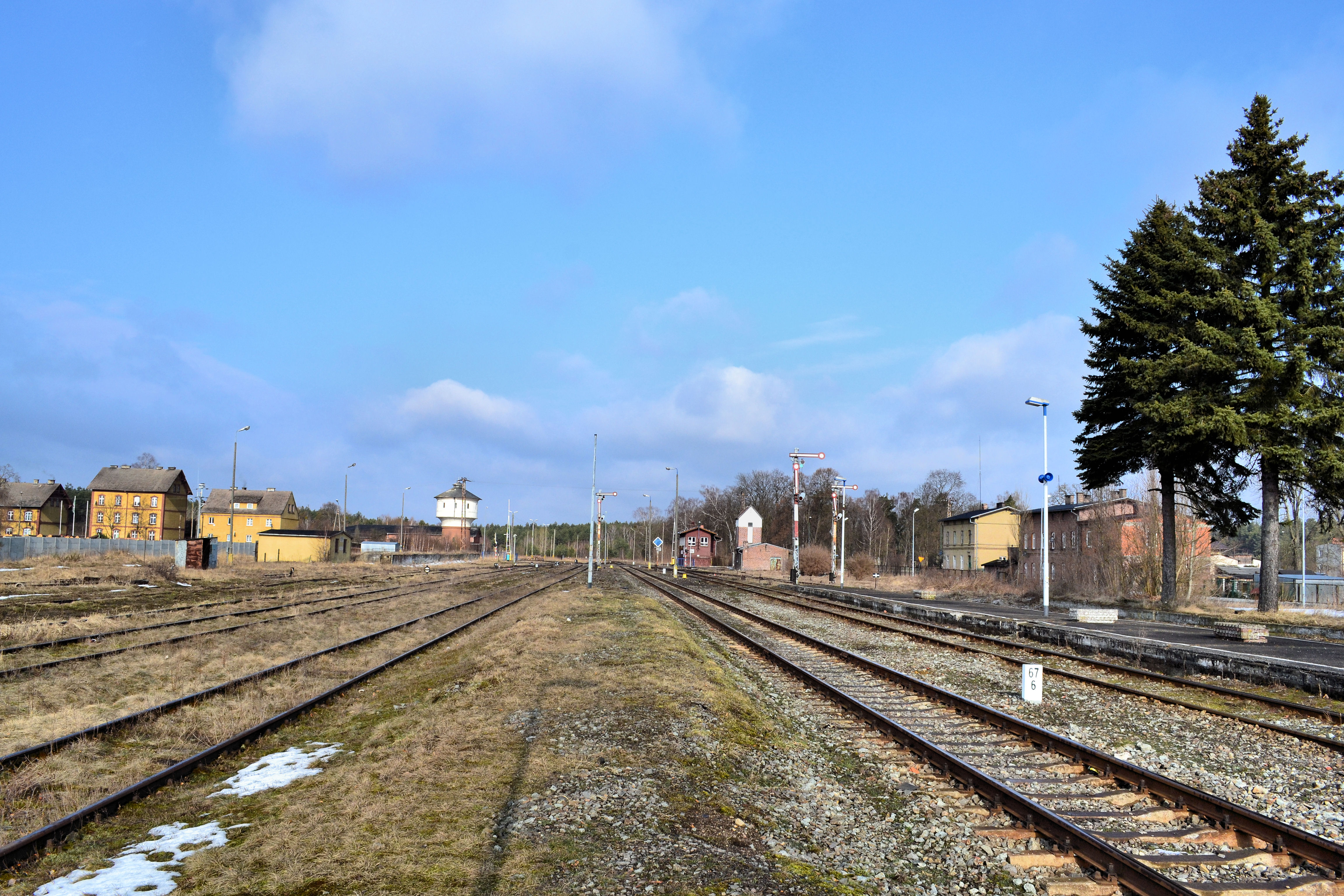
Stacja kolejowa

### Transport drogowy
Miasto leży na skrzyżowaniu drogi krajowej nr 10 z drogą wojewódzką nr 175. Oprócz tego z Kalisza Pomorskiego prowadzą drogi lokalne do Giżyna i Suchowa.

### Transport kolejowy
Kalisz Pomorski był ważnym węzłem kolejowym, w mieście istnieje stacja kolejowa Kalisz Pomorski oraz przystanek kolejowy Kalisz Pomorski Miasto. Od 1 września 2006 r. na obydwu liniach, tzn. Piła – Ulikowo i Grzmiąca – Kostrzyn nad Odrą, został wznowiony ruch. Połączenie ze Stargardem obsługują autobusy szynowe zakupione przez Urząd Marszałkowski woj. zachodniopomorskiego. 1 września 2012 r. wznowiono połączenie kolejowe do Piły (po 12 latach, 2 miesiącach i 9 dniach, tzn. po zamknięciu 23 czerwca 2000 r.).

## Administracja

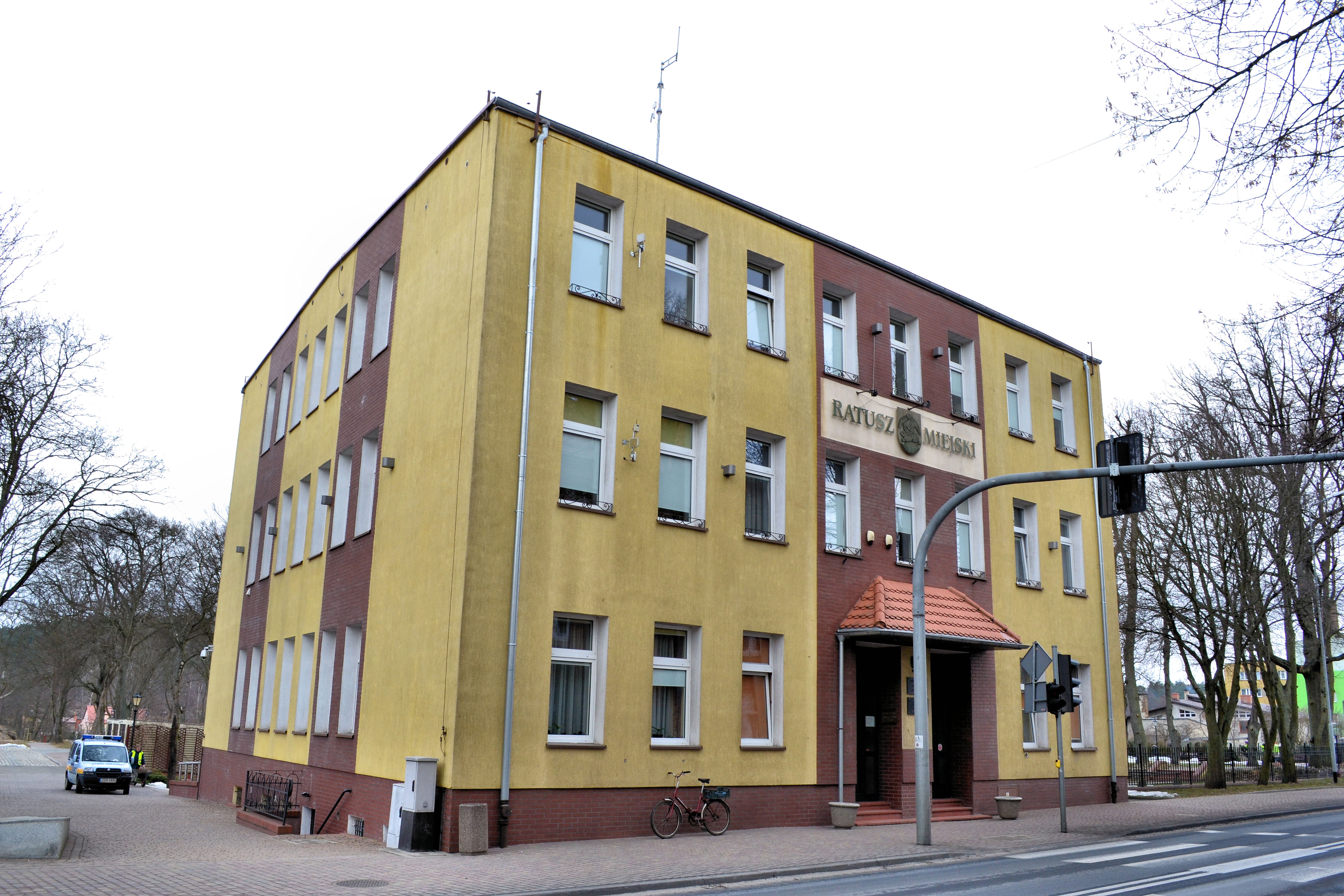
Urząd Miejski

Miasto jest siedzibą gminy miejsko-wiejskiej. Mieszkańcy Kalisza Pomorskiego wybierają do swojej rady miejskiej 9 radnych (9 z 15). Pozostałych 6 radnych wybierają mieszkańcy terenów wiejskich gminy Kalisz Pomorski. Organem wykonawczym jest burmistrz. Siedzibą władz jest budynek przy ul. Wolności.
Burmistrzowie Kalisza Pomorskiego:
- Wiesław Przytarski (1998 – 2002)
- Andrzej Hypki (2002 – 16 października 2007)
- Michał Hypki (25 stycznia 2008 – 16 listopada 2018)
- Janusz Garbacz (19 listopada 2018 - 6 maja 2024)
- Krzysztof Kurowski (zaprzysiężony 7 maja 2024)

Gmina Kalisz Pomorski utworzyła w obrębie miasta 5 jednostek pomocniczych, zwanych „samorządami mieszkańców” (tj. Samorząd Mieszkańców Nr 1, 2, 3, 4, 5). W każdym z nich organ uchwałodawczy – ogólne zebranie samorządu mieszkańców wybiera zarząd samorządu mieszkańców, który składa się z 5 osób, w tym z przewodniczącego.
Miasto jest członkiem Związku Miast Polskich, Lokalnej Grupy Działania „Partnerstwo Drawy”, Lokalnej Grupy Rybackiej „Partnerstwo Drawy”.
Mieszkańcy Kalisza Pomorskiego wybierają parlamentarzystów z okręgów z siedzibą komisji wyborczej w Koszalinie, a posłów do Parlamentu Europejskiego z okręgu wyborczego nr 13.

## Wspólnoty wyznaniowe
- Kościół rzymskokatolicki:
  - parafia Matki Bożej Królowej Polski
- Świadkowie Jehowy:
  - zbór Kalisz Pomorski (Sala Królestwa)[26].

## Współpraca międzynarodowa
Partnerzy miasta i gminy to:
- Kaltenkirchen (Niemcy) od 19 listopada 1999 r.
- Torgelow (Niemcy) od 16 października 2007 r.
- Bukowina Tatrzańska (Polska) od 16 października 2009 r.